# João Dias (Rio Grande do Norte)
João Dias é um município brasileiro no estado do Rio Grande do Norte emancipado em 1963. De acordo com o censo feita pelo IBGE relativa ao ano 2024, sua população e de 2.093 habitantes. Este município possui uma área territorial de 88,173km².

## Geografia
De acordo com a divisão do Instituto Brasileiro de Geografia e Estatística vigente desde 2017, João Dias pertence à região geográfica intermediária de Mossoró e à região imediata de Pau dos Ferros. Até então, com a vigência das divisões em microrregiões e mesorregiões, o município fazia parte da microrregião de Umarizal, que por sua vez estava incluída na mesorregião do Oeste Potiguar. O município dista 366 quilômetros (km) de Natal, capital estadual, e 2 110 km de Brasília, capital federal. Ocupando uma área territorial de 88,173 km², limita-se com Antônio Martins (a norte), Alexandria (sul e oeste) e o estado da Paraíba (Catolé do Rocha, a leste e também a sul).
O relevo do município está inserido no Planalto da Borborema, com formações rochosas metamórficas originárias do período Pré-Cambriano médio, com idade entre um bilhão e 2,5 bilhões de anos. Quanto aos tipos de solo, existem o podzolítico vermelho amarelo equivalente eutrófico, típico de áreas com relevo de suave a ondulado e textura média, que pode ser ou não formada por cascalho, e os solos litólicos, com textura média, pedregosos e típicos das áreas de relevo mais ondulado. Ambos possuem drenagem acentuada e altos níveis de fertilidade. Segundo a nova classificação brasileira de solos, os solos litólicos passaram a constituir os neossolos, enquanto o solo podzolítico passou a fazer parte da classe dos luvissolos.
Inserido totalmente na bacia hidrográfica do rio Apodi-Mossoró, João Dias apresenta clima semiárido, com chuvas concentradas no primeiro semestre do ano, mais especificamente entre os meses de fevereiro e maio. Segundo dados da Empresa de Pesquisa Agropecuária do Rio Grande do Norte (EMPARN), referentes ao período de 1933 a 2006 e a partir de 2015, o maior acumulado de precipitação em 24 horas registrado em João Dias atingiu 166,1 mm em 21 de abril de 1967. O mês mais chuvoso da série histórica foi abril de 1974, com 687,6 mm, seguido por março de 1960 (647,6 mm), enquanto os maiores acumulados anuais ocorreram em 1974 (1 745,9 mm), 1977 (1 678,1 mm), 1985 (1 671,5 mm) e 1989 (1 649,1 mm).
| Dados climatológicos para João Dias (1933-2020) | Dados climatológicos para João Dias (1933-2020) | Dados climatológicos para João Dias (1933-2020) | Dados climatológicos para João Dias (1933-2020) | Dados climatológicos para João Dias (1933-2020) | Dados climatológicos para João Dias (1933-2020) | Dados climatológicos para João Dias (1933-2020) | Dados climatológicos para João Dias (1933-2020) | Dados climatológicos para João Dias (1933-2020) | Dados climatológicos para João Dias (1933-2020) | Dados climatológicos para João Dias (1933-2020) | Dados climatológicos para João Dias (1933-2020) | Dados climatológicos para João Dias (1933-2020) | Dados climatológicos para João Dias (1933-2020) |
| Mês                                             | Jan                                             | Fev                                             | Mar                                             | Abr                                             | Mai                                             | Jun                                             | Jul                                             | Ago                                             | Set                                             | Out                                             | Nov                                             | Dez                                             | Ano                                             |
| ----------------------------------------------- | ----------------------------------------------- | ----------------------------------------------- | ----------------------------------------------- | ----------------------------------------------- | ----------------------------------------------- | ----------------------------------------------- | ----------------------------------------------- | ----------------------------------------------- | ----------------------------------------------- | ----------------------------------------------- | ----------------------------------------------- | ----------------------------------------------- | ----------------------------------------------- |
| Precipitação (mm)                               | 84,2                                            | 140                                             | 237,9                                           | 220                                             | 130                                             | 49,7                                            | 23,7                                            | 7,7                                             | 3,5                                             | 7,7                                             | 12,7                                            | 35                                              | 952,1                                           |

## Demografia
A população de João Dias no censo demográfico de 2022 era de 2 076 habitantes, com uma taxa média de redução de 2,1583% por ano em relação ao censo de 2010, sendo o terceiro município menos populoso do Rio Grande do Norte, na 165ª colocação (de 167), apresentando uma densidade demográfica de 23,5 hab./km². De acordo com este mesmo censo, 35,41% dos habitantes viviam na zona rural e 64,83% na zona urbana. Ao mesmo tempo, 50,24% da população eram do sexo feminino e 49,76% do sexo masculino, tendo uma razão de sexo de aproximadamente 98 homens para cada cem mulheres. Quanto à faixa etária, 44,32% da população tinham entre 15 e 64 anos, 35,99% menos de quinze anos e 19,69% 65 anos ou mais.
Ainda segundo o mesmo censo, a população de João Dias era formada por católicos apostólicos romanos (50,71%) e protestantes (45,42%). Outros 3,71% não tinham religião. O município possui como padroeiro São Sebastião e faz parte da Área Pastoral Santo Antônio, com sede em Antônio Martins, criada em 13 de junho de 2017 e subordinada à Diocese de Mossoró. Até então, João Dias pertencia à paróquia de Alexandria.

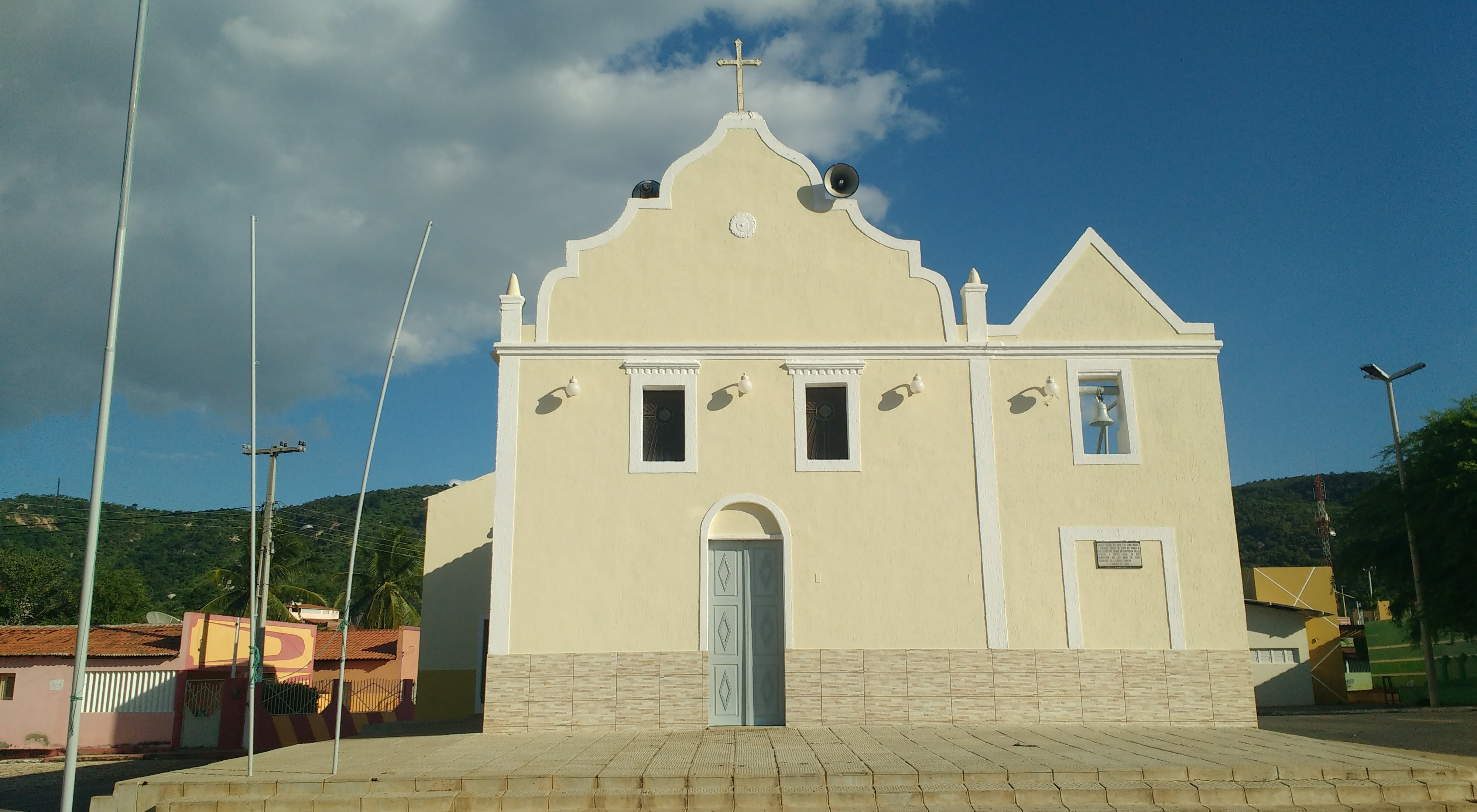
Capela de São Sebastião, padroeiro do município. João Dias pertence à Área Pastoral de Santo Antônio (Antônio Martins).

Conforme pesquisa de autodeclaração do mesmo censo,  61,92% brancos, 34,65%  pardos,1,9% pretos e 1,53% amarelos. 97,32%habitantes eram brasileiros natos e Americano 3,68 %(74,25% naturais do município) dos quais 99,45% naturais do Nordeste, 0,27% do Sudeste, 0,12% do Norte e 0,01% do Centro-Oeste, além de 0,06% sem especificação. Dentre os naturais de outras unidades da federação, a Paraíba tinha o maior percentual de residentes (17%), seguido pelo Ceará (0,47%) e por São Paulo (0,27%).
O Índice de Desenvolvimento Humano do município é considerado baixo, o menor do Rio Grande do Norte, de acordo com dados do Programa das Nações Unidas para o Desenvolvimento (PNUD). Segundo dados do relatório de 2010, divulgados em 2013, seu valor era 0.365. Considerando-se apenas o índice de longevidade, seu valor é 0,771, o valor do índice de renda é 0,490 e o de educação 0,390. No período de 2000 a 2010, o índice de Gini reduziu de 0,669 para 0,557 e a proporção de pessoas com renda domiciliar per capita de até R$ 140 caiu 26,13%. Em 2010, 62,78% da população vivia acima da linha de pobreza, 22,28% abaixo da linha de indigência e 14,94% entre as linhas de indigência e de pobreza. No mesmo ano, os 20% mais ricos eram responsáveis por 33,1% no rendimento total municipal, valor quase 2 vezes superior ao dos 20% mais pobres, de apenas 22,16%.

## Política

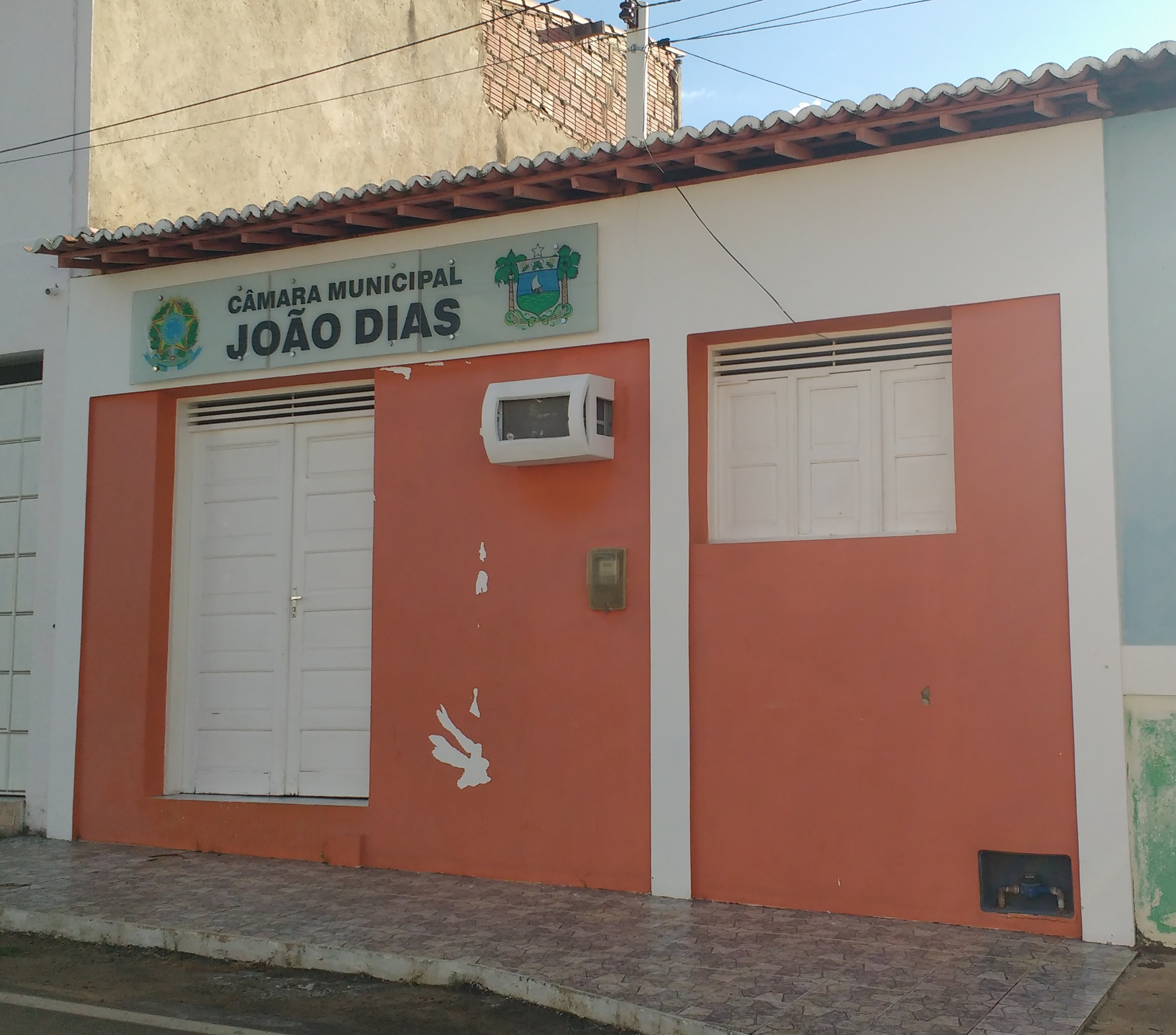
Câmara Municipal de João Dias

A administração municipal se dá através dos poderes executivo e legislativo, sendo o primeiro representado pelo prefeito, auxiliado pelo seu gabinete de secretários. O atual chefe do executivo municipal é o Presidente da Câmara de Vereadores, Jessé Alves de Oliveira, do União Brasil, que assumiu a prefeitura após o assassinato de seu irmão, Marcelo Oliveira (União Brasil), que foi eleito em 2020 com 50,86% dos votos válidos. Em julho de 2021, a sua vice, Damária Jácome de Oliveira, assumiu o cargo após renúncia do titular Marcelo Oliveira. Em outubro de 2022, Marcelo retorna ao poder como chefe do executivo municipal, permaneceu no cargo até seu assassinato em 27 de agosto de 2024, quando concorria a reeleição.
O poder legislativo é representado pela câmara municipal constituída por nove vereadores. Cabe à casa legislativa elaborar e votar leis fundamentais à administração e ao Executivo, especialmente o orçamento municipal (conhecido como Lei de Diretrizes Orçamentárias).
Existem também alguns conselhos municipais atualmente em atividade: defesa civil, direitos da criança e do adolescente, educação, saúde e tutelar. João Dias se rege por sua lei orgânica, promulgada em 1990, e é termo judiciário da comarca de Alexandria, de segunda entrância. De acordo com o Tribunal Superior Eleitoral (TSE), João Dias pertence à 41ª zona eleitoral do Rio Grande do Norte e possuía, em dezembro de 2018, 2 664 eleitores, o que representa 0,112% do eleitorado estadual.